# Bhagawatowie
Bhagawatowie – wczesna sampradaja wisznuicka, czcząca Wasudewę utożsamianego z Kryszną i Wisznu.
Powstała ok. I wieku p.n.e. Jest to jedna z pierwszych (jeśli nie pierwsza) bhaktyjska sampradaja. Jej początkowe dzieje są słabo znane. Wiadomo jednak, że u bhagawatów bhakti było traktowane bardziej jako cześć oddawana Bogu niż jako miłość do niego. Dopiero w średniowieczu ten drugi aspekt się rozwinął. W tymże samym okresie bhagawatowie otrzymali również podłoże filozoficzne.